# アレクセイ・ガースチェフ
アレクセイ・カピトノヴィチ・ガースチェフ（Алексей Капитонович Га́стев、Aleksei Kapitonovich Gastev、1882年グレゴリオ暦10月8日、ユリウス暦9月26日 - 1939年4月15日は、ロシアの詩人、作家、革命家、労働組合員、労働科学研究所の理論家、中央労働研究所長。 科学的管理を研究した。1931年からソビエト連邦共産党のメンバー。プロレトクルトの思想家の一人。彼は有名なモスクワの「作家の協同組合の家」に住んでいた。文学的仮名に、A.ツォーリン（Zorin）、I.ドツォロフ（Dozorov）、A.ツァレンボ（Zarembo）、A.ナヴェゴフ（Nabegov）。

## 略歴
スーズダリで、父は教師、母はお針子の家庭に生まれる。父は、アレクセイが2歳のときに死去。市立学校と技術コースを経て、モスクワ師範学校に入学後、1901年に彼はロシア社会民主労働党に参加し、革命家となる。 政治活動が原因となり1902年に師範学校から放校処分を受けた。該当事件は、「ニコライ・ドブロリューボフ没後40周年記念デモの組織」。1903年ヴォログダ県ウスト・シソルスクに亡命し、1904年6月10日にフランスへの逃亡に成功。鍵屋として働き、パリの社会科学研究科で学ぶ。同年、亡命者による最初の近況報告を出版した。1905年にロシアに帰還。ロシア第一革命の間は、コストロマ労働者代理評議会の議長と戦闘部隊のリーダーに選出されていた。ロシア北部の都市ヤロスラヴリ、イヴァノヴォヴォズネセンスク、ロストフでストライキをするよう働きかけた。この間、ガースチェフは党のボルシェビキ派と密接に関係していた。同年イヴァノヴォヴォズネセンスクでのゼネストについてレーニンに報告した。1年後、ロシア社会民主労働党の第四次大会の代議員に選出されたが、1908年にボルシェビキの階級を辞任する。1910年には再びパリに向けて出発し、そこで再び自動車メーカーのクレメント・バヤードでの整備士としての仕事を得た後、統一労働組合の書記を務め、サンディカリスム運動と協同組合運動に参加した。1912年までに彼はシトロエンで働いていたが、そこで彼は、アンドレ・シトロエンが米国のフォード工場を訪問した後に導入していた組立ライン生産の適用を目撃した。当時、彼はフランスのサンディカリスムに精通し、その運動の多くの見解を採用し、労働組合を労働者の生活に具体的な改善をもたらすことにより資本主義に立ち向かう主な手段と見なしていた。1913年、ルナチャルスキーが結成した「プロレタリア文化同盟」にミハイル・ゲラーシモフらと参加。同年、彼はサンクト・ペテルブルクに戻り、工場労働者となった。1914年に扇動者として告発され、ナリム地区に追放された。しかし、隔離状態から脱出した。1916年の春からは、ノヴォニコラエフスクに潜伏した。2月革命後は地下を離れ、ペトログラードに移る。1917年から1918年には全ロシア金属労働者連合の中央委員会の書記を務めた。この頃、ガースチェフは、モスクワ、ハリコフ、ニコラエフの工場管理に従事しての労働組合活動と、全ウクライナ芸術評議会に所属しての文化組織活動とに積極的に関与していた。1918年に詩集『労働者のストライキの詩』を刊行。1919年、ルハンスクの新聞『ドネツィク・クリボイログ共産主義者』の編集委員を務めた。1920年に、彼は中央労働研究所の創設者および所長になった。以後、文学活動を離れて、ノト（労働の科学的な組織化）の仕事に没頭。同研究所所長として、1926年には、産業・農業検査院（ヴァレリヤン・クイビシェフがこれらの年の間に労働科学機関中央評議会の議長を務めた）の下で労働科学機関中央評議会の常任副議長を務めた。これはいずれ、議長を務めることとなる。同年、中央労働研究所開設5周年に際して、「並外れたエネルギーと献身のために」労働赤旗勲章を授与された。
1928年、ガースチェフは中央労働研究所の資金を増やすための努力として、ウスタノフカ（「セットアップ」）を社会的企業（株式会社）として商業ベースで組織した。ここで、ガースチェフは彼の「社会工学」の概念に基づいて彼の教育の考えを適用した。ここでは、観察と実験の両方の方法を使用して、作業過程における人間の生理学的および心理学的研究に基づく訓練方法の作成を意味する。これは、人間の能力の調整を教育システム全体の改革の基礎と見なす「セットアップ方法」の作成につながった。 「セットアップ」（ウスタノフカ、установка）という用語は、「生物学的セットアップ」、「文化的セットアップ」などによる個人の自動化された行動の形成を意味した。ガースチェフの方法は、有資格労働者の集中トレーニングで使用され、成功を収めた。
1932年から1936年までは、労働防衛評議会のもとで全労働組合標準化委員会の委員長を務め、雑誌『標準化通信』（現在は『規格と品質』）の編集長を務めた。1935年には、ストックホルムで開催された標準化のための国際会議でソビエト代表団を率いた。
1938年9月8日、彼は「反革命的なテロ活動」の虚偽の容疑で内務人民委員部に逮捕され、1939年4月15日に射殺された。

## 家族
- 最初の妻（1906年から1917年まで）アンナ・イワノフナ・ワシリーエワ。
- 2番目の妻（1917年以降）ワルシャワ出身のソフィア・アブラモヴナ・グリンブラト（1899-1979）。新聞『プラウダ』の編集部に勤務。夫が処刑された後、彼女は祖国への裏切り者の家族の一員として5年の刑を宣告され、ポトミンスキーフ収容所で服役した。
- 再婚した子供：
  - ピョートル・ガースチェフ（1921-1943）。1943年、大祖国戦争でクルスクの近くで死去。
  - アレクセイ・ガースチェフ（1923-1991）。ソビエトの脚本家、作家、芸術評論家。
  - ユーリ・ガースチェフ（1928-1993）。スターリン時代の政治犯、哲学者、数学者、人権活動家。反体制派であり、最終的にはアメリカに移住した。

## 思い付きではない
1901年から1917年まで、ガースチェフは彼の時間を亡命者、脱出者、およびロシアまたはヨーロッパの工場での仕事に分けた。工場労働者としての彼の経験はマルクス主義へのかなり実用的なアプローチを開発することを促した。ガースチェフにとって、労働革命は、労働者が作業プロセスに関連する日常の問題を制御できるようにすることで、労働者に力を与えることを意味した。ガースチェフは1907年にロシアで最も影響力のある労働組合の1つであるペテルスブルク金属労働者同盟の活動に関与した。1908年に彼はヴァシレオストフスキートロリー倉庫と仕事をした。ここで彼は、トランスミッションベルトとスプロケットの摩耗を監視し、台車の修理プロセスを分析するために選ばれた。彼が「企業の社会的建設のための科学」を開発することを最初に考えたのは、ここであった。
ガースチェフはヘンリー・フォードと定期的に連絡を取っていた。
システムと組織とを強調したフレデリック・テイラーや生産技術の向上に重点を置いたフォードとは異なり、ガースチェフは著作『作業の方法』に公然と述べたように人的要因を強調した。ソビエト市民の大多数における「労働文化」の欠如とそれを新たに植え付ける必要性。彼は企業における作業においては人が中心的な役割を果たすと信じていた。組織の有効性は、職場における各個人の個人的な有効性、特に時間の有効利用から始まる。
なぜドイツ語はロシア語よりもうまく機能するのか?　読者からの多くの回答と集団による議論から生じる「答え」は、その資料が『プラウダ』と引用された雑誌『労働の組織化』誌上に発表され、「NOT」という言葉を知らないドイツ語が自動的に機能性を所有するのだという事実にまで煮詰められた。ドイツ語は、計算された仕事の組織すなわち労働文化を自身に提供する。そして、ロシアの労働者は、まだそれを予防接種すべき必要を抱えている。正確に教え込むためではなく、教えるために!  サイタスの文化では、理解は「よく読まれた」ものではなく技術であり、それは興奮ではなく訓練によって育まれる。
1920年秋に全労働組合中央労働組合評議会が創設した中央労働研究所は、労働態度の方法論を実際の活動に導入することに関わり、研究所の仕事には労働生産性問題の科学的発展と労働者の最も生産的な労働のための方法の開発が含まれていた。研究所の組織に、プロジェクトの初期資金を割り当てることを約束したレーニンにガースチェフは、励まされた。機関は作業管理への科学的アプローチを開発した。これは実際には、最も効率的な方法で機械操作を実行するように労働者を訓練する方法に相当した。たがねによる材料の切断など、いくつかの単純な繰り返し操作が非常に詳細に研究された。作業プロセスを効率的に設定するための推奨事項が公開された。フィゲス（1996）によれば、「1920年に設立された中央労働研究所の責任者として、彼は労働者が機械のように振る舞うように訓練する実験を行った。同じ服を着た何百人もの訓練生が労働者は、ハンマーに取り付けられたハンマーを持ち、30分後にその機械的リズムを内面化するようにして、ハンマーを正しくハンマーで鍛えるように訓練された。ノミ、ファイリング、およびその他の基本的なスキルのためにプロセスが繰り返された。ガースチェフの目的は、彼自身の承認により、労働者を一種の「人間のロボット」（偶然ではなく、スラブの名詞ロボタに由来する言葉）に変えることであった。ガースチェフは機械を人間よりも優れていると見なしていたので、これは人間性の改善を表すものだと考えた。
労働運動の方法論の実施において最も重要な場所は指導過程に与えられた。この目的のために、中央労働研究所はインストラクター向けのコースを作成しており、金属細工、鍛冶、工作機械、組み立て、その他の事項についてインストラクターを訓練した。訓練されたインストラクターは、仕事の態度の実施を監督し、新しく改善された態度の開発を開始し、すべての労働者に既存の態度を継続的に改善する技術を植え付けるという仕事で工場に送られた。初等作業は、作業用設備の研究の対象として選択された。ノミで切断して提出された。この作戦の研究は中央労働研究所で3年間続き、64の独立した科学的問題に発展したが、完了しなかった。ガースチェフの労働態度の概念の至らない点は、労働態度の方法論そのものの詳細な説明が不十分であることと、非常に狭い研究基盤の選択、労働者の個性への志向である。
プラトン・ケルジェンツェフは、社会主義社会での生産の組織化方法のより一般的な側面ではなく、労働者に焦点を当てることにより、「狭い基盤」を採用するためのガースチェフのテーラーシステムに傾斜するアプローチを批判した。 1921年、中央科学委員会労働機構が設立され、両方の派閥が関与した。 1924年に全ロシア科学管理会議がモスクワで開催され、そこでガースチェフとケルジェンツェフの両方がそれぞれの主張を論じた。会議はガースチェフの側で行われたが、ケルジェンツェフは中央労働研究所が3年を無駄にしたと主張した。
なお、ガースチェフは労働の態度を生産過程だけでなく、生活様式や人々の一般的な文化にも拡張する必要があると考え、この場合は労働ではなく文化的な態度と呼んだ。

## 文学的創造性
ガースチェフは、1905年のロシア革命後、世界革命に対する希望、解放された労働の喜びなどをロマンチックに歌い上げる詩を作った。1913年から1919年までの間に詩を作った。主な形式は散文の詩である。雑誌『コロシャ』に掲載。1918年、プロレトクリトはガースチェフの詩集『労働者の一撃の詩』を出版し、1926年までに6回版を重ねた。1920年以降は、彼は記事を書くだけになった。
ユートピア「鉄道 シベリアファンタジー」は、未来の幻想的な超シベリア鉄道に沿った列車の旅と、科学に携わる未来の偉大な都市、ハイテクで完璧なものについて語っている。

詩的な作品は、韻や韻律法のない詩よりも賛美歌の散文に近いものである。それらはしばしば組織的なリズムの基礎さえ欠いている。これは、労働者の大衆についての詩、または労働者の大衆を象徴する詩である。現実的な細部と大胆な隠喩やファンタジーに接する動機を組み合わせてある。（ウォルフガング・カザック）

## 思い出

### 不死化
スーズダリの街の1つは、ガースチェフに敬意を表して命名された。
ガースチェフ記念のリーン生産方式選手権大会が、2011年から毎年ロシアで開催されている。

### 文学作品では
ガースチェフは、ウラジミール・マヤコフスキーの詩において「頭の上に載せる」と述べられている（「私は1年間書いたのですが、少なくとも動かないでください! ガースチェフとケルジェンツェフはどこにいるのか?」）。

## 著作
- 詩集『労働者の一撃の詩』、1918年（第2版、1919年、第3版、1921年、最終版、1971年）
- 記事「産業世界」、1919年、1923年
- 詩集『指令書の束』、1921年[注釈 7]1923年、第5版と第6版、1924年、1925年版には、上記の両方のコレクションが含まれる。最終版、1971年） ...
- 『作業の方法』、1921年（第1版、1966年、第2版、1972年）。
- 『若者は行く!』、1923年、72p、10,000部
- 記事「現代文化の設備」、1923年
- 記事「文化の台頭」、1923年
- 記事「新しい文化的設定」、1923年（第2版、1924年）
- 『労働施設』、1924年、302p、3,000部（第2版、1973年）。
- 『労働組合と労働組織』、1924年
- 『計画された施設』[注釈 8]、1926年
- 記事「CIT法による生産のインストール」、1927年
- 記事「労働の配給と組織」（問題への一般的な紹介）、1929年、118p、5,000部
- ガースチェフ、ヴァクラーク「工作機械の再構築に関する中央労働研究所の成果」（機械工学に関する第1回科学研究会議の要約）[タイプライター] 、1932年、ライプ「イスクラ革命」の22ページ